# Otter Creek (Florida)
Otter Creek ist eine Stadt im Levy County im US-Bundesstaat Florida. Das U.S. Census Bureau hat bei der Volkszählung 2020 eine Einwohnerzahl von 108 ermittelt. 

## Geographie
Otter Creek liegt rund 15 km südwestlich von Bronson sowie etwa 150 km südwestlich von Jacksonville.

## Geschichte
Das Eisenbahnzeitalter im heutigen Otter Creek begann 1861, kurz vor Ausbruch des Sezessionskrieges. In diesem Jahr wurde die Bahnstrecke der Florida Railroad aus Richtung Fernandina über Otter Creek nach Cedar Key fertiggestellt. 1932 wurde der Abschnitt zwischen Archer und Cedar Key stillgelegt.

## Demographische Daten
Laut der Volkszählung 2010 verteilten sich die damaligen 134 Einwohner auf 99 Haushalte. Die Bevölkerungsdichte lag bei 36,2 Einw./km². 94,8 % der Bevölkerung bezeichneten sich als Weiße und 3,0 % als Afroamerikaner. 2,2 % gaben die Angehörigkeit zu mehreren Ethnien an. 2,2 % der Bevölkerung bestand aus Hispanics oder Latinos.
Im Jahr 2010 lebten in 27,3 % aller Haushalte Kinder unter 18 Jahren sowie 38,2 % aller Haushalte Personen mit mindestens 65 Jahren. 74,5 % der Haushalte waren Familienhaushalte (bestehend aus verheirateten Paaren mit oder ohne Nachkommen bzw. einem Elternteil mit Nachkomme). Die durchschnittliche Größe eines Haushalts lag bei 2,44 Personen und die durchschnittliche Familiengröße bei 2,66 Personen.
20,2 % der Bevölkerung waren jünger als 20 Jahre, 21,7 % waren 20 bis 39 Jahre alt, 30,6 % waren 40 bis 59 Jahre alt und 27,7 % waren mindestens 60 Jahre alt. Das mittlere Alter betrug 46 Jahre. 50,7 % der Bevölkerung waren männlich und 49,3 % weiblich.
Das durchschnittliche Jahreseinkommen lag bei 24.271 $, dabei lebten 50,6 % der Bevölkerung unter der Armutsgrenze.
Im Jahr 2000 war Englisch die Muttersprache von 100 % der Bevölkerung.

## Verkehr
Otter Creek wird von den U.S. Highways 19 und 98 sowie der Florida State Road 24 durchquert. Der nächste Flughafen ist der Gainesville Regional Airport (rund 65 km nordöstlich).